# 刘尚纶
劉尚綸（？—？），四川順慶府大竹縣人，民籍，明朝政治人物。

## 生平
由岁贡任順天府推官，当时有疑难监狱案件，很久都不能破案，劉尚綸一加推敲审判，就将案件的具体情况给问清楚了，人们都称他为神马。

## 家族
父劉壽，后裔有万历贈襄阳府推官承直郎劉淶，万历十一年联捷癸未科进士劉三才，他的一个女儿嫁给了永樂十七年三月生的湖廣荊州府推官潘清。
劉尚綸族裔目前主要群居于四川省鄰水縣長安鄉桂林漕大屋基、台子塆、水井塆、河堰口、小屋基、金垭、鄰水龙桥鄉马鞍山湾、龙桥鄉姜上沟、龙桥鄉罗家岭、龙桥鄉拔耳岩、龙桥鄉天星桥、龙桥鄉千子万年、龙桥鄉燕梁子、城北鎮朱家坝、延胜鄉洞沟、三古鄉双丰、石永鎮黄家垭口、柳塘鄉李家欠、龙桥鄉瓦厂湾、关河鄉西河咀、古路鄉逛岩寺、古路鄉刘家湾、古路鄉竹角滩、古路鄉侯家庙、丰禾鎮福利、 荆坪鄉、同石鄉、柳塘鄉瓦木沟、柳塘鄉辛家湾、袁市鎮合口岩等地，邻水其它区域也有散居，劉尚綸祖辈刘价、刘金祖由湖广黄州府麻城县孝感乡水牛塘迁徙至川北道顺庆府邻水县桂林漕，地号龙井沟，宅名篾匠湾。
劉尚綸是“尚”字辈，入川后第3代，族裔使用的是祖辈刘价、刘金祖兄弟入川后使用的族谱，四十字辈，即价寿尚季圭、三仕应逢鼎、启志良心现、广发永长绵、宗强生贵子、圣王佑福卿、祖坐丰华地、万代庆兴隆。